# North Willingham
North Willingham är en ort och civil parish  i Storbritannien. Den är belägen i grevskapet Lincolnshire och riksdelen England, i den sydöstra delen av landet, 210 km norr om huvudstaden London. North Willingham ligger 64 meter över havet och antalet invånare är 127.
Terrängen runt North Willingham är platt. Runt North Willingham är det ganska tätbefolkat, med 72 invånare per kvadratkilometer. Närmaste större samhälle är Louth, 16,6 km öster om North Willingham. Trakten runt North Willingham består till största delen av jordbruksmark.
Kustklimat råder i trakten. Årsmedeltemperaturen i trakten är 8 °C. Den varmaste månaden är juli, då medeltemperaturen är 16 °C, och den kallaste är december, med −1 °C.